# Totum pro parte
Totum pro parte (Latein) bedeutet in das Deutsche übersetzt: ‚Das Ganze (steht) für einen Teil‘.
Dies ist sowohl eine spezielle Form der Metonymie als auch der Synekdoche. Daher handelt es sich beim totum pro parte um eine rhetorische Figur aus der Gruppe der Tropen.
Das Gegenstück dieser Figur ist der Fall des pars pro toto (ein Teil beschreibt das Ganze).

## Beispiele
- China holt Goldmedaille im 110m-Hürdenlauf. → Nur der Hürdenläufer gewinnt die Medaille, nicht die ganze Nation.
- Deutschland schlägt England mit 3:0. → Nicht die gesamten Nationen gewinnen bzw. verlieren, sondern nur die deutsche Fußballnationalmannschaft siegt gegen die englische.
- Deutschland hat gewählt. → Nicht ganz Deutschland beteiligte sich an der Wahl, sondern nur ein Teil der wahlberechtigten Bevölkerung.
- Weg mit der Chemie! → Produkte der chemischen Industrie, nicht die Chemie als solche, die sich als Naturwissenschaft nicht entfernen lässt.
- ARD für Das Erste → Die ARD veranstaltet neben dem Fernsehprogramm „Das Erste“ mit Partnern auch die Fernsehprogramme arte, Kinderkanal, 3sat sowie alleine einige kleinere Nebenprogramme.
- WDR für WDR Fernsehen → Der WDR veranstaltet neben dem Fernsehprogramm „WDR Fernsehen“ noch Hörfunkprogramme für Nordrhein-Westfalen. (entsprechend für andere Landesrundfunkanstalten, Dritte Programme und Bundesländer).
- Amerika für die Vereinigten Staaten (USA) → Die USA sind nur ein Teil des amerikanischen Doppelkontinentes.
- Europa für die Europäische Union (EU) → Die EU ist nur ein Teil Europas.
- Die Polizei hat den Täter dingfest gemacht. → Ein oder mehrere Polizeibeamte haben ihn verhaftet, nicht die gesamte Polizei.
- Wenn man vom Internet spricht, obwohl man eine bestimmte Website des World Wide Web meint.
- Wir sind Papst! → Nicht alle Deutschen, wie die damalige Schlagzeile der Bild-Zeitung im April 2005 verkündete, sondern einzig Joseph Kardinal Ratzinger als Benedikt XVI.
- Batterie für Galvanische Zelle.
- Vereinigtes Königreich für England → England ist nur ein Teil des Vereinigten Königreichs.